# Великопольский, Николай Николаевич
Николай Николаевич Великопольский (1872 — 1917) — русский военный  деятель,  полковник. Герой Первой мировой войны.

## Биография
Из потомственных дворян Псковской губернии.
В службу вступил в 1891 году после окончания Псковского кадетского корпуса. В 1893 году после окончания  Константиновского военного училища по I разряду  произведён  в подпоручики и выпущен в Санкт-Петербургский лейб-гвардии полк.
В 1897 году произведён в поручики гвардии — батальонный адъютант 4-го батальона,  в 1901 году в штабс-капитаны гвардии — полковой адъютант. В 1905 году произведён в капитаны гвардии — командир 2-й роты Санкт-Петербургского лейб-гвардии полка. В 1913 году произведён в полковники — начальник хозяйственной части Санкт-Петербургского лейб-гвардии полка.

С 1914 года участник Первой мировой войны в составе Санкт-Петербургского лейб-гвардии полка. С 1915 года командир Анапского 335-го пехотного полка. Высочайшим приказом от 24 мая 1916 года за храбрость награждён Георгиевским оружием: 
За то, что командуя важным боевым участком, прикрывавшим тыловой путь дивизии, находясь под сильным артиллерийским огнём, лично руководил действиями полка и несмотря на неоднократные атаки превосходных сил противника в течение 8-го и 9-го сентября 1915 года, не уступил своей позиции, нанеся противнику большие потери
Умер от сыпного тифа в августе 1917 г.

## Награды
- Орден Святого Станислава 2-й степени  (ВП 1907)
- Орден Святой Анны 2-й степени  (ВП 1910)
- Орден Святого Владимира 4-й степени (ВП 1913)
- Орден Святого Владимира 3-й степени с мечами (ВП 13.11.1915)
- Георгиевское оружие (ВП 24.05.1916)